# سارات سامپرادیت
سارات سامپرادیت (انگلیسی: Sarat Sumpradit؛ زادهٔ ۱۶ فوریهٔ ۱۹۸۶) یک وزنه‌بردار اهل تایلند است.
وی در وزن ۹۴ کیلوگرم مردان در بازی‌های المپیک تابستانی ۲۰۱۶ حاضر بود و رتبه چهارم را به‌دست‌آورد.